# ヘイズン湖

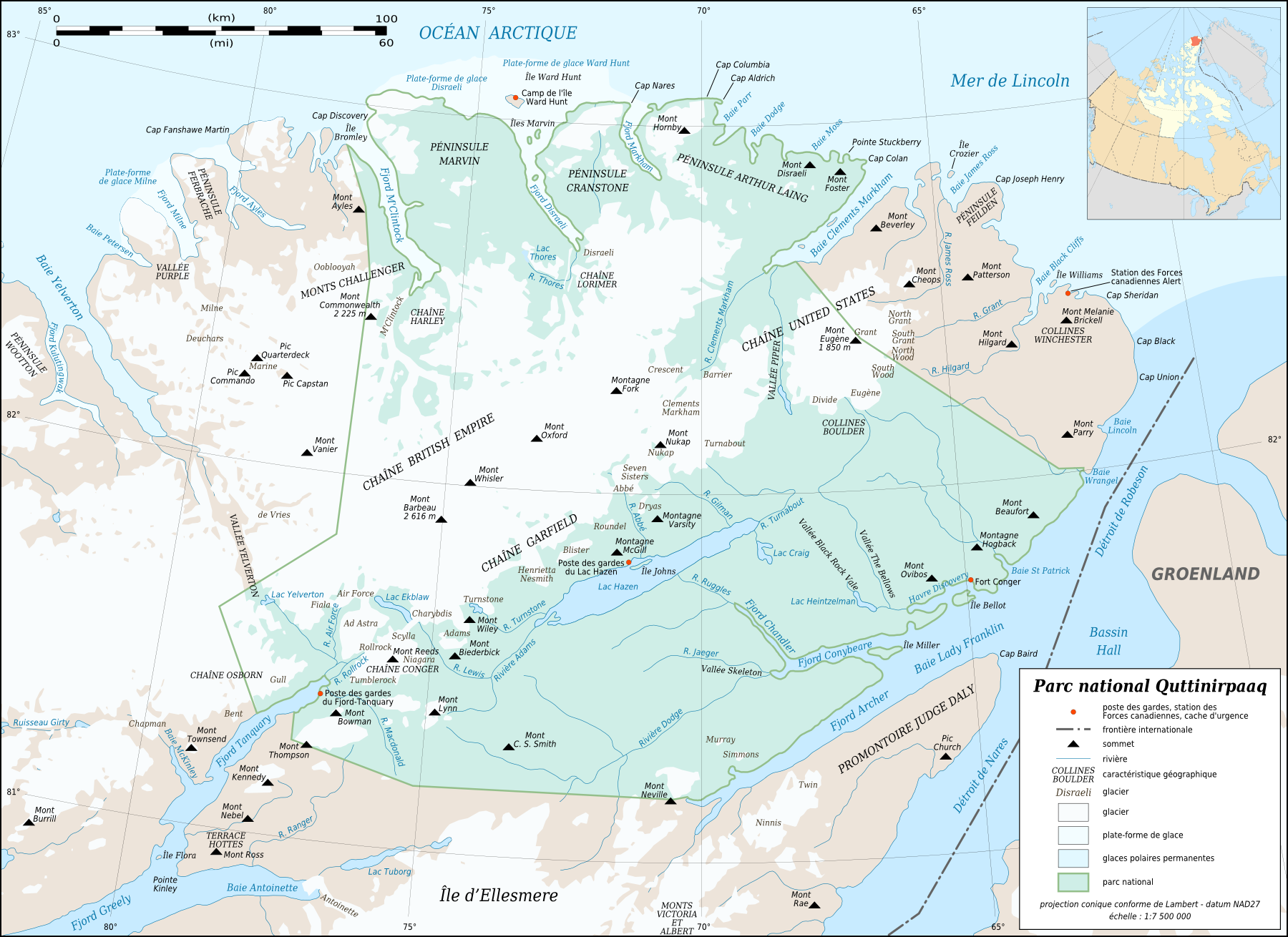
ヘイズン湖周辺の地図

ヘイズン湖、ヘイゼン湖はカナダ、ヌナブト準州のエルズミーア島北部にある湖。カナダ最北の湖とされることも多いが、詳細な地図では、100km以上北の場所まで湖が記載されている。ヘイズン湖のすぐ北東にはターナバウト湖がある。さらに北にはアッパー・ダンベル湖とロウアー・ダンベル湖があり、アッパー・ダンベル湖はカナダ最北の集落アラートから南西に5.2kmの場所にあたる。
ヘイズン湖の北東端はアラートから南西に118kmになる。北極圏にある湖ではヘイズン湖は体積では最大、面積ではロシアのタイミル湖、フィンランドのイナリ湖に次いで3番目の大きさである。ヘイズン湖は長さ74km、幅は最大12kmで、面積は537.5km2。北緯81度40分 西経72度58分 / 北緯81.667度 西経72.967度から北緯81度56分 西経68度55分 / 北緯81.933度 西経68.917度にかけて南西・北東方向に伸びている。水深は最大で269m、推定水量は51.4 km3。湖岸の長さは185kmで、水面の標高は158mである。いくつかの島があり、最大のジョーンズ島は長さ7km、幅は1km未満である。他には北東の岸付近にガッター島、クレイ島、南の岸付近にホイスラー島、ダイアス島といった島がある。湖は1年のうち10ヶ月ほど氷に覆われている。周辺のユーリカ高地（湖の北にあり標高2,500mに達する古生代の岩塊）からの氷河から水が供給されている。氷河のうち最も重要なものはヘンリエッタ・ネスミス氷河とギルモア氷河である。湖からは長さ15kmのラグルス川を経てエルズミーア東北部東岸のチャンドラー・フィヨルドへ流出している。
ヘイズン湖周辺は極地砂漠内のthermal oasisで、夏季には気温は最高20℃になる。
湖のある場所はクッティニルパーク国立公園内である。
チューレ文化の遺物が2004年にヘイズン湖付近で発見されている。
1882年、アドルファス・グリーリーが彼の1881年から1883年に探検中にヘイズン湖を発見した。グリーリーは探検隊を組織したウィリアム・ヘイズンにちなんで湖に命名した。1957年、国際地球観測年の際にキャンプ・ヘイズンが湖北岸に設けられ、それ以降科学者によって使用されている。
ヘイズン湖には大型および小型のホッキョクイワナが生息している。